# Rehabilitacija
Rehabilitacija, (novo latinsko rehabilitare - obnoviti) je proces bio-psihosocialnega prilagajanja telesno ali duševno prizadete osebe, za ponovno vključevanje v družbeno življenje in delo. Končni cilj vsake rehabilitacije je razvoj preostalega potenciala organizma do take mere, ki zagotavlja najoptimalnejšo vključitev poškodovanega ali bolnega v delovno okolje.
Rehabilitacija je kompleksen proces, kjer uspeh zagotavlja samo timsko delo. Člani rehabilitacijskega tima so navadno: zdravnik (v medicinski rehabilitaciji navadno specialist fiziater, v poklicni rehabilitaciji pa specialist medicine dela, prometa in športa), bolnik, medicinska sestra, prehranski svetovalec - dietetik ali nutricionist, fizioterapevt, delovni terapevt, logoped, socialni delavec, klinični psiholog, ortotik/protetik, maser, športni pedagog/tren.er
V vsaki rehabilitaciji, še zlasti pa v rehabilitaciji športnika, mora biti le-ta aktiven in enakovreden član rehabilitacijskega ekipe.
Poznamo tri vrste rehabilitacije:
- medicinska rehabilitacija je prizadevanje za dosego takšne stopnje zdravja, kakršna je bila pred boleznijo ali poškodbo, oziroma vsaj približanje taki stopnji
- poklicna rehabilitacija je prizadevanje za vrnitev bolnika ali poškodovanca na njegovo delovno mesto ali usposobitev za drug poklic, če prvo ni mogoče
- psiho-socialna rehabilitacija je vključitev v reševanje psiho-socialne problematike, ki se pojavi z boleznijo ali invalidnostjo in zajema bolnika in okolje. Lahko predstavlja tudi vključevanje duševnih bolnikov, alkoholikov in odvisnikov od prepovedanih drog, v življenjsko okolje.